# Suddie
Suddie es una localidad de Guyana en la región Pomeroon-Supenaam.
Suddie Hospital es un hospital pequeño (aproximadamente 100 camas). Las clínicas de extensión rural se envían al interior y a lo largo del río Esequibo desde el Hospital Suddie.  Suddie también tiene un mercado. En 2005 se abrió un Tribunal Superior.  Las iglesias incluyen la Iglesia Anglicana de Santa Ana. Tiene una comisaría, una oficina de correos y un campo de cricket.

## Demografía
Según censo de población 2002 contaba con 803 habitantes. La estimación 2010 refiere a 887 habitantes.
Población económicamente activa
| Dato      | Funcio narios | Profesionales y técnicos | Clero | Comercio y Servicios | Act. agrícolas | Act. industriales | Ocup. elementales | S/D | Total |
| --------- | ------------- | ------------------------ | ----- | -------------------- | -------------- | ----------------- | ----------------- | --- | ----- |
| Población | 5             | 62                       | 15    | 84                   | 7              | 10                | 46                | 184 | 413   |